# UAE Tour 2024
L'UAE Tour 2024, sesta edizione della corsa ciclistica e valevole come terza prova dell'UCI World Tour 2024 categoria 2.UWT, si svolse in sette tappe dal 19 al 25 febbraio 2024 su un percorso di 978,1 km, con partenza da Madinat Zayed e arrivo a Jebel Hafeet, negli Emirati Arabi Uniti. La vittoria fu appannaggio del belga Lennert Van Eetvelt, il quale completò il percorso in 22h31'18", precedendo l'australiano Ben O'Connor e lo spagnolo Pello Bilbao.

## Tappe
| Tappa  | Data        | Percorso                                                      | km    | Vincitore di tappa  | Leader cl. generale |
| ------ | ----------- | ------------------------------------------------------------- | ----- | ------------------- | ------------------- |
| 1ª     | 19 febbraio | Madinat Zayed > Liwa                                          | 141   | Tim Merlier         | Tim Merlier         |
| 2ª     | 20 febbraio | Isola di Hudayriyat > Isola di Hudayriyat (cron. individuale) | 12,1  | Brandon McNulty     | Brandon McNulty     |
| 3ª     | 21 febbraio | Isola di Al-Marjan > Jebel Jais                               | 176   | Ben O'Connor        | Jay Vine            |
| 4ª     | 22 febbraio | Dubai Police Officer's Club > Dubai Harbour                   | 168   | Tim Merlier         | Jay Vine            |
| 5ª     | 23 febbraio | Al Aqah > Umm al-Qaywayn                                      | 182   | Olav Kooij          | Jay Vine            |
| 6ª     | 24 febbraio | Louvre Abu Dhabi > Abu Dhabi Breakwater                       | 138   | Tim Merlier         | Jay Vine            |
| 7ª     | 25 febbraio | al-'Ayn > Jebel Hafeet                                        | 161   | Lennert Van Eetvelt | Lennert Van Eetvelt |
| Totale | Totale      | Totale                                                        | 978,1 |                     |                     |

## Squadre partecipanti
| N.    | Cod. | Squadra                         |
| ----- | ---- | ------------------------------- |
| 1-7   | UAD  | UAE Team Emirates               |
| 11-17 | ADC  | Alpecin-Deceuninck              |
| 21-27 | AST  | Astana Qazaqstan Team           |
| 31-37 | TBV  | Bahrain Victorious              |
| 41-47 | BOH  | Bora-Hansgrohe                  |
| 51-57 | COF  | Cofidis                         |
| 61-67 | COR  | Corratec Vini Fantini           |
| 71-77 | DAT  | Decathlon AG2R La Mondiale Team |
| 81-87 | EFE  | EF Education-EasyPost           |
| 91-97 | IGD  | Ineos Grenadiers                |

| N.      | Cod. | Squadra                   |
| ------- | ---- | ------------------------- |
| 101-107 | IWA  | Intermarché-Wanty         |
| 111-117 | IPT  | Israel-Premier Tech       |
| 121-127 | LTK  | Lidl-Trek                 |
| 131-137 | LTD  | Lotto Dstny               |
| 141-147 | MOV  | Movistar Team             |
| 151-157 | SOQ  | Soudal Quick-Step         |
| 161-167 | DFP  | Team DSM-Firmenich PostNL |
| 171-177 | JAY  | Team Jayco AlUla          |
| 181-187 | TVL  | Team Visma-Lease a Bike   |
| 191-197 | TUD  | Tudor Pro Cycling Team    |

## Dettagli delle tappe

### 1ª tappa
- 19 febbraio : Madinat Zayed > Liwa – 141 km

Risultati
| Pos. | Corridore       | Squadra  | Tempo    |
| ---- | --------------- | -------- | -------- |
| 1    | Tim Merlier     | Soudal   | 3h09'55" |
| 2    | Arvid de Kleijn | Tudor    | s.t.     |
| 3    | Jakub Mareczko  | Corratec | s.t.     |

| Pos. | Corridore       | Squadra  | Tempo    |
| ---- | --------------- | -------- | -------- |
| 1    | Tim Merlier     | Soudal   | 3h09'55" |
| 2    | Arvid de Kleijn | Tudor    | a 4"     |
| 3    | Mark Stewart    | Corratec | a 4"     |

### 2ª tappa
- 20 febbraio : Isola di Hudayriyat > Isola di Hudayriyat - 12,1 km (cron. individuale)

Risultati
| Pos. | Corridore       | Squadra | Tempo  |
| ---- | --------------- | ------- | ------ |
| 1    | Brandon McNulty | UAE     | 13'27" |
| 2    | Jay Vine        | UAE     | a 2"   |
| 3    | Mikkel Bjerg    | UAE     | a 4"   |

| Pos. | Corridore       | Squadra | Tempo    |
| ---- | --------------- | ------- | -------- |
| 1    | Brandon McNulty | UAE     | 3h23'22" |
| 2    | Jay Vine        | UAE     | a 2"     |
| 3    | Mikkel Bjerg    | UAE     | a 4"     |

### 3ª tappa
- 21 febbraio : Isola di Al Marjan > Jebel Jais - 176 km

Risultati
| Pos. | Corridore           | Squadra | Tempo    |
| ---- | ------------------- | ------- | -------- |
| 1    | Ben O'Connor        | AG2R    | 4h16'21" |
| 2    | Jay Vine            | UAE     | a 5"     |
| 3    | Lennert Van Eetvelt | Lotto   | s.t.     |

| Pos. | Corridore       | Squadra   | Tempo    |
| ---- | --------------- | --------- | -------- |
| 1    | Jay Vine        | UAE       | 7h39'44" |
| 2    | Ben O'Connor    | Decathlon | a 11"    |
| 3    | Brandon McNulty | UAE       | a 13"    |

### 4ª tappa
- 22 febbraio : Dubai Police Officer's Club > Dubai Harbour - 173 km

Risultati
| Pos. | Corridore       | Squadra | Tempo    |
| ---- | --------------- | ------- | -------- |
| 1    | Tim Merlier     | Soudal  | 4h01'47" |
| 2    | Arvid de Kleijn | Tudor   | s.t.     |
| 3    | Olav Kooij      | Visma   | s.t.     |

| Pos. | Corridore       | Squadra   | Tempo     |
| ---- | --------------- | --------- | --------- |
| 1    | Jay Vine        | UAE       | 11h41'31" |
| 2    | Ben O'Connor    | Decathlon | a 11"     |
| 3    | Brandon McNulty | UAE       | a 13"     |

### 5ª tappa
- 23 febbraio : Al Aqah > Umm al-Qaywayn - 182 km

Risultati
| Pos. | Corridore    | Squadra | Tempo    |
| ---- | ------------ | ------- | -------- |
| 1    | Olav Kooij   | Visma   | 4h08'38" |
| 2    | Tim Merlier  | Soudal  | s.t.     |
| 3    | Sam Welsford | Bora    | s.t.     |

| Pos. | Corridore       | Squadra   | Tempo     |
| ---- | --------------- | --------- | --------- |
| 1    | Jay Vine        | UAE       | 15h50'09" |
| 2    | Ben O'Connor    | Decathlon | a 11"     |
| 3    | Brandon McNulty | UAE       | a 13"     |

### 6ª tappa
- 24 febbraio : Louvre Abu Dhabi > Abu Dhabi Breakwater - 138 km

Risultati
| Pos. | Corridore       | Squadra | Tempo    |
| ---- | --------------- | ------- | -------- |
| 1    | Tim Merlier     | Soudal  | 3h02'14" |
| 2    | Arvid de Kleijn | Tudor   | s.t.     |
| 3    | Phil Bauhaus    | Bahrain | s.t.     |

| Pos. | Corridore       | Squadra   | Tempo     |
| ---- | --------------- | --------- | --------- |
| 1    | Jay Vine        | UAE       | 18h52'23" |
| 2    | Ben O'Connor    | Decathlon | a 11"     |
| 3    | Brandon McNulty | UAE       | a 13"     |

### 7ª tappa
- 25 febbraio: al-'Ayn > Jebel Hafeet – 161 km

Risultati
| Pos. | Corridore           | Squadra   | Tempo    |
| ---- | ------------------- | --------- | -------- |
| 1    | Lennert Van Eetvelt | Lotto     | 3h38'28" |
| 2    | Pello Bilbao        | Bahrain   | a 22"    |
| 3    | Ben O'Connor        | Decathlon | s.t.     |

| Pos. | Corridore           | Squadra   | Tempo     |
| ---- | ------------------- | --------- | --------- |
| 1    | Lennert Van Eetvelt | Lotto     | 22h31'18" |
| 2    | Ben O'Connor        | Decathlon | a 2"      |
| 3    | Pello Bilbao        | Bahrain   | a 11"     |

## Evoluzione delle classifiche
| Tappa              | Vincitore           | Classifica generale Maglia rossa | Classifica a punti Maglia verde | Classifica sprint intermedi Maglia nera | Classifica giovani Maglia bianca | Classifica a squadre      |
| ------------------ | ------------------- | -------------------------------- | ------------------------------- | --------------------------------------- | -------------------------------- | ------------------------- |
| 1ª                 | Tim Merlier         | Tim Merlier                      | Tim Merlier                     | Mark Stewart                            | Loe van Belle                    | Team DSM-Firmenich PostNL |
| 2ª                 | Brandon McNulty     | Brandon McNulty                  | Brandon McNulty                 | Mark Stewart                            | Ilan Van Wilder                  | UAE Team Emirates         |
| 3ª                 | Ben O'Connor        | Jay Vine                         | Mark Stewart                    | Mark Stewart                            | Ilan Van Wilder                  | UAE Team Emirates         |
| 4ª                 | Tim Merlier         | Jay Vine                         | Mark Stewart                    | Mark Stewart                            | Ilan Van Wilder                  | UAE Team Emirates         |
| 5ª                 | Olav Kooij          | Jay Vine                         | Tim Merlier                     | Mark Stewart                            | Ilan Van Wilder                  | UAE Team Emirates         |
| 6ª                 | Tim Merlier         | Jay Vine                         | Tim Merlier                     | Mark Stewart                            | Ilan Van Wilder                  | UAE Team Emirates         |
| 7ª                 | Lennert Van Eetvelt | Lennert Van Eetvelt              | Tim Merlier                     | Mark Stewart                            | Lennert Van Eetvelt              | Lidl-Trek                 |
| Classifiche finali | Classifiche finali  | Lennert Van Eetvelt              | Tim Merlier                     | Mark Stewart                            | Lennert Van Eetvelt              | Lidl-Trek                 |

Maglie indossate da altri ciclisti in caso di due o più maglie vinte
- Nella 2ª tappa Arvid de Kleijn ha indossato la maglia verde al posto di Tim Merlier.
- Nella 3ª tappa Tim Merlier ha indossato la maglia verde al posto di Brandon McNulty.
- Nella 4ª tappa Marco Murgano ha indossato la maglia nera al posto di Mark Stewart.
- Nella 5ª tappa Harm Vanhoucke ha indossato la maglia nera al posto di Mark Stewart.

## Classifiche finali

### Classifica generale - Maglia rossa
| Pos. | Corridore           | Squadra   | Tempo     |
| ---- | ------------------- | --------- | --------- |
| 1    | Lennert Van Eetvelt | Lotto     | 22h31'18" |
| 2    | Ben O'Connor        | Decathlon | a 2"      |
| 3    | Pello Bilbao        | Bahrain   | a 11"     |
| 4    | Ilan Van Wilder     | Soudal    | a 21"     |
| 5    | Attila Valter       | Visma     | a 34"     |
| 6    | Michael Storer      | Tudor     | a 36"     |
| 7    | Max Poole           | DSM       | a 55"     |
| 8    | Brandon Rivera      | Ineos     | a 1'00"   |
| 9    | Carlos Verona       | Lidl      | a 1'09"   |
| 10   | Bart Lemmen         | Visma     | a 1'13"   |

### Classifica a punti - Maglia verde
| Pos. | Corridore           | Squadra   | Punti |
| ---- | ------------------- | --------- | ----- |
| 1    | Tim Merlier         | Soudal    | 76    |
| 2    | Mark Stewart        | Corratec  | 56    |
| 3    | Lennert Van Eetvelt | Lotto     | 48    |
| 4    | Arvid de Kleijn     | Tudor     | 48    |
| 5    | Ben O'Connor        | Decathlon | 32    |

### Classifica sprint intermedi - Maglia nera
| Pos. | Corridore           | Squadra  | Punti |
| ---- | ------------------- | -------- | ----- |
| 1    | Mark Stewart        | Corratec | 56    |
| 2    | Marco Murgano       | Corratec | 20    |
| 3    | Jonas Rickaert      | Alpecin  | 18    |
| 4    | Harm Vanhoucke      | Lotto    | 18    |
| 5    | Lennert Van Eetvelt | Lotto    | 16    |

### Classifica giovani - Maglia bianca
| Pos. | Corridore           | Squadra | Tempo     |
| ---- | ------------------- | ------- | --------- |
| 1    | L. Van Eetvelt      | Lotto   | 22h31'18" |
| 2    | Ilan Van Wilder     | Soudal  | a 21"     |
| 3    | Max Poole           | DSM     | a 55"     |
| 4    | Matthew Riccitello  | Israel  | a 1'27"   |
| 5    | Harold Martín López | Astana  | a 1'48"   |

### Classifica a squadre
| Pos. | Squadra            | Tempo     |
| ---- | ------------------ | --------- |
| 1    | Lidl-Trek          | 67h38'53" |
| 2    | Soudal Quick-Step  | a 2'50"   |
| 3    | Bahrain Victorious | a 5'26"   |
| 4    | Ineos Grenadiers   | a 6'53"   |
| 5    | Movistar Team      | a 7'40"   |